# Miss England III

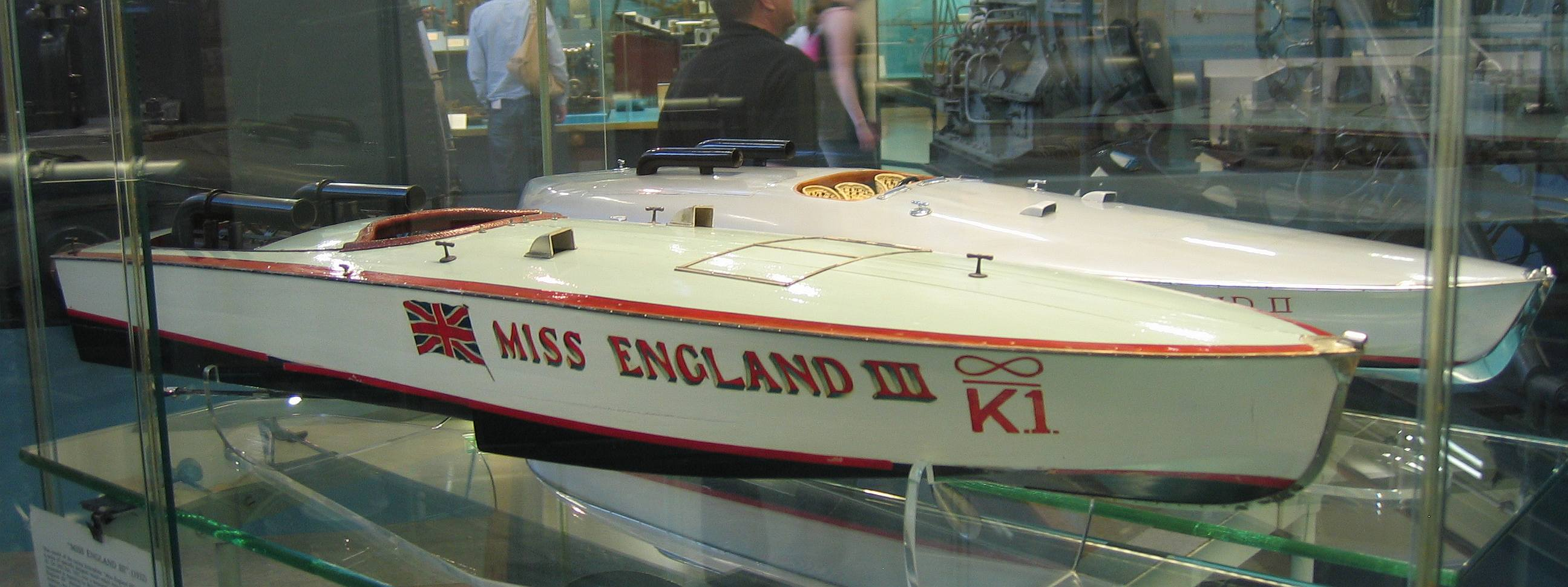
Modell von Miss England III: deutlich zu erkennen, die Stufe am Unterboden (im Hintergrund das Vorgängermodell)

Miss England III war der Name des letzten einer Reihe von Speed-Booten, mit denen Henry Segrave und Kaye Don in den 1920er und 1930er Jahren antraten, um den absoluten Geschwindigkeitsweltrekord auf dem Wasser aufzustellen. Insgesamt konnten fünf Rekorde erzielt werden: drei mit dem Vorgängermodell Miss England II und zwei mit Miss England III.
Sie war der erste Eintrag im Register der „Lloyd’s Unlimited-Gruppe“. Dort wurden Hochleistungs-Speedboote, die für Versuche den WaterSpeed Record zu erringen entwickelt wurden, zusammengefasst. Miss England III trug daher die Ratingregistrierung „K1“ mit dem entsprechenden Unendlichzeichen.

## Design und Konstruktion

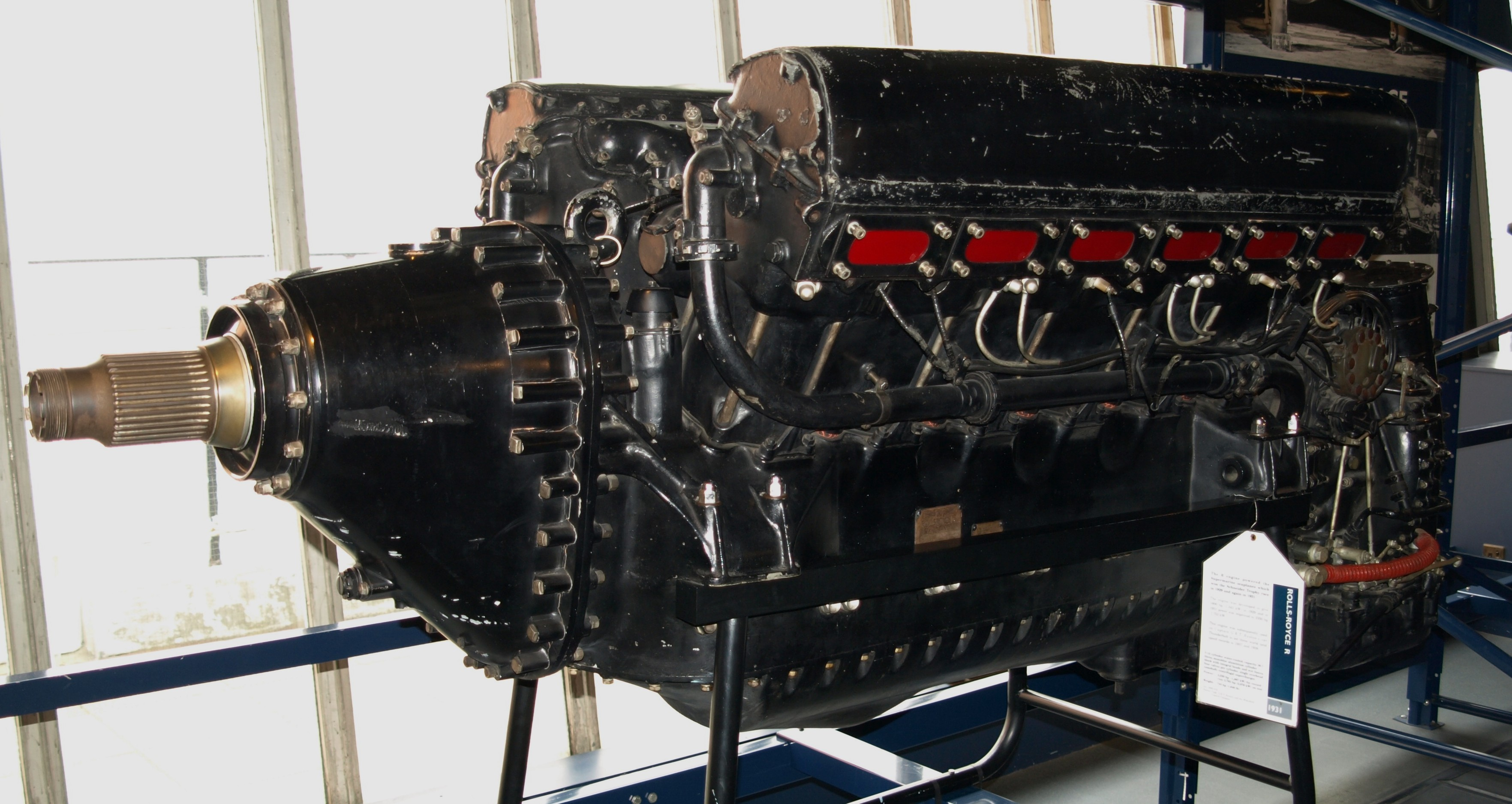
Ein Rolls-Royce-R-Rennflugzeugmotor. Die eingesetzten beiden Motoren wurden aus ME II übernommen

Miss England III unterschied sich in mehreren Punkten von den früheren Miss-England-Modellen. Der Rumpf hatte einen höheren Freibord als Miss England II und das Heck war im Gegensatz zu den spitzen Hecks der beiden früheren Boote ein traditionell quadratisches. Das unterschiedliche Erscheinungsbild von Miss England III führte zu Spekulationen, dass es von Gar Woods Miss America-Booten inspiriert oder sogar abgekupfert war, aber bei genauer Betrachtung waren die Ähnlichkeiten eher oberflächlich. Miss England III enthielt zahlreiche Neuerungen. Vor allem wurde sie von Doppelpropellern angetrieben, während bei ihren Vorgängern beide Motoren auf eine einzige Schraube gebündelt waren.
Mit seiner Stufe im Rumpf war das Boot ein Gleiter und ähnelte der vorherigen Miss England II. Die Stufe war nochmal deutlicher vom Rumpf abgesetzt, so dass das Boot, bei hohen Geschwindigkeiten noch höher aus dem Wasser stieg und weniger Auflagefläche (Reibung) hatte.
Die von Miss England II übernommenen Rennflugzeug-Motoren Rolls-Royce Typ R V-12 wurden ebenfalls durch eine verbesserte Aufladung weiterentwickelt, und die maximale Drehzahl wurde um 200/min erhöht, so dass 3000/min erreicht wurden. Jeder Motor war mit einem eigenen Getriebe verbunden, das eine separate Propellerwelle mit bis zu 9000/min antrieb. Diese Konfiguration ermöglichte eine unkonventionelle Motorsteuerung, bei der die Motoren separat gedrosselt werden konnten, um die Lenkung, hauptsächlich in Kurven, zu unterstützen (Ähnlich wie bei Kettenfahrzeugen). Ungewöhnlich war auch, dass Miss England III neben zu dem damals üblichen Einzelruder, unter dem vorderen Bootskörper zusätzlich von zwei Heckrudern gesteuert wurde – jedes dieser Heckruder wurde unmittelbar hinter der entsprechenden Schraube platziert.
Das Boot wurde im Auftrag von Lord Wakefield of Hythe bei der John I. Thornycroft & Company gebaut und hatte eine Länge von 35 ft (11 m) und eine Breite von 9,5 ft (2,9 m).

## Rennhistorie

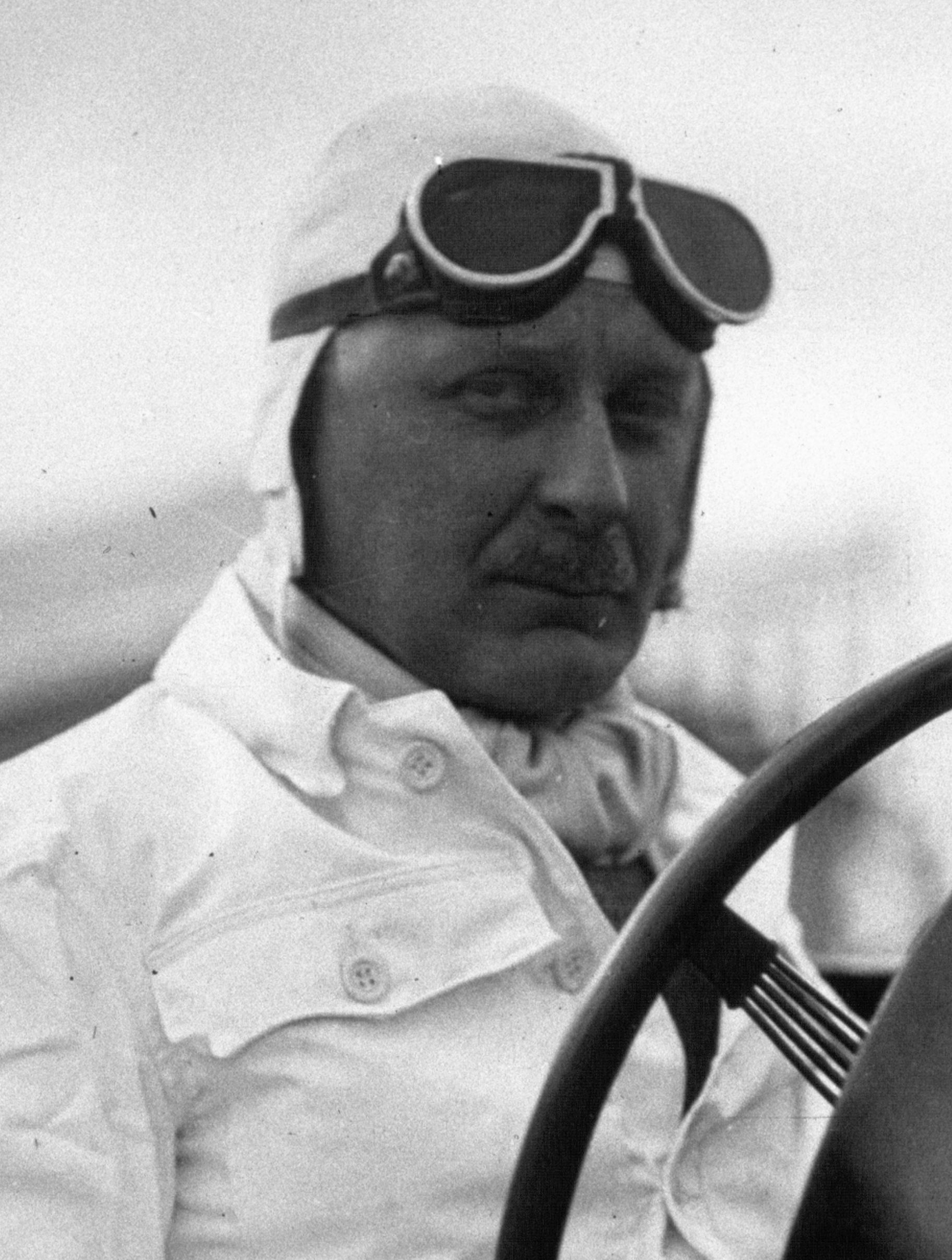
Kaye Don, der mit Miss England II und Miss England III insgesamt vier Rekorde aufstellte

Am 18. Juli 1932 stellte Kaye Don mit Miss England III auf dem Loch Lomond in Schottland einen neuen Water Speed Record auf, den er am selben Tag in einem weiteren Versuch auf 119,81 mph (104.11 kn; 192,82 km/h) verbesserte. Der Rekord hatte bis September Bestand, als er von Gar Wood mit der viermotorigen Miss America X mit 124,86 mph (200,94 km/h) übertroffen wurde.
Das Team von Miss England III wurde mit Kaye Don als Fahrer auch als Teilnehmer für den Harmsworth Cup im Jahr 1932 gemeldet, der vom 3. bis 5. September am Lake St. Clair in Detroit, Michigan stattfand.
Die Hoffnungen waren groß, nachdem Miss England II 1931 einen der Läufe gewinnen konnte. Titelverteidiger war der Veteran und „Seriensieger“ Gar Wood, der mit dem neuesten Modell seiner Miss America-Bootsserie, Miss America X, genannt hatte. Während des ersten Laufs führte Miss England III die ersten vier Runden, bevor Wood Zeit gewann und zum Überholen ansetzte. Es wurde berichtet, dass Don „von diesem Manöver überrascht, den Gashebel an seinem Steuerbordmotor nach vorne schob, sich dabei die Drosselklappenverbindung lockerte und er die verbleibende Strecke mit einem Motor zurücklegte“. Der Backbordmotor war inzwischen ebenfalls beschädigt und für den zweiten Lauf ausgefallen, was zum Rücktritt von Miss England III führte, und Wood, den Harmsworth Cup für die USA bescherte.
| Jahr | Datum    | Ort         | mph    | km/h   | Boot             | Pilot    |
| ---- | -------- | ----------- | ------ | ------ | ---------------- | -------- |
| 1932 | 18. Juli | Loch Lomond | 117    | 189    | Miss England III | Kaye Don |
| 1932 | 18. Juli | Loch Lomond | 119,81 | 192,82 | Miss England III | Kaye Don |

## Verbleib
Nach dem Fehlschlag beim Harmsworth Cup fuhr Miss England III kein Rennen mehr und man versuchte auch nicht, den Water Speed Record zurückzugewinnen. Der Eigner Lord Wakefield überließ Sir Malcolm Campbell seine Motoren für dessen Versuch, den Landgeschwindigkeitsrekord auf über 300 Meilen pro Stunde zu bringen. Campbell verwendete diese Motoren für seinen Campbell-Railton Blue Bird, und erreichte sein Ziel (nach mehreren zwischenzeitlichen Rekorden) letztendlich im Jahr 1935 mit 301,13 mph (484,62 km/h).
Das endgültige Schicksal von Miss England III ist unklar. Das Boot wurde wohl mit anderen Rekordfahrzeugen von Lord Wakefield (einschließlich Miss England II) zerstört oder zumindest beschädigt, als eine Brandbombe während „The Blitz“ im Oktober 1940 ein Lagerhaus in London traf.